# Famille de Pontevès
La famille de Pontevès est  une famille subsistante de la noblesse française, originaire de Provence.

## Origine et histoire
Elle est considérée comme issue en ligne masculine de la famille d'Agoult, originaire du Dauphiné, mais des auteurs mettent en doute cette filiation qui n'est pas prouvée, et en ligne féminine de la première famille de Pontevès éteinte en 1220, dont elle releva le nom. 
Les opinions sont ainsi divergentes sur son origine.
Selon les auteurs, elle remonte sa filiation prouvée :
- en 1213 avec Isnard d'Agoult dit d'Entrevennes, baron de la Vallée de Sault, premier Podestat d'Arles en 1220, marié à Doulce de Pontevès, l'héritière de l'ancienne maison de Pontevès, qui lui donna trois fils[4] (hypothèse 1). Ainsi, la ligne masculine des anciens Pontevès se serait entièrement éteinte au XIIIe siècle et leur nom aurait été relevé par un membre de la famille d'Agoult[3].
- ou bien en 1334 avec Fouquet de Pontevès, seigneur de Bargême, chambellan du comte Robert, marié en 1311 avec Galburge (Tiburge) d'Agoult (hypothèse 2)[5],[6]. Toutes les branches de la famille de Pontevès descendraient donc en ligne directe mâle de l'ancienne maison de ce nom, ou bien d'une autre famille qui aurait relevé antérieurement le nom de Pontevès (possiblement les d'Agoult ?).

- (hypothèse 1) Sur son origine Gustave Chaix d'Est-Ange écrit : « Isnard d'Agoult, épousa en 1210 Doulceline, dame de Pontevès. Il en eut lui-même plusieurs fils, dont l'un, Fouquet, seigneur de Pontevès du chef de sa mère, est regardé, mais sans preuves bien certaines, comme l'auteur de la maison de Pontevès, encore existante ».
En 1213, Doulce de Pontevès, fille de Foulques de Pontevès, mort dernier de sa maison en 1220, épousa Isnard d'Agoult, d'une ancienne famille du Dauphiné. Leur fils aîné releva le nom et les armes de Pontevès,.
- (hypothèse 2) Cette origine de la famille de Pontevès est mise en doute par certains historiens. les auteurs du Bulletin de la Société héraldique et généalogique de France (1879) écrivent : 

« lsnard d'Agoult, épousa Douceline de Pontevès, héritière de la terre de ce nom, et le nom de Pontevès fut porté par un de ses fils. C'est de là qu'on a conclu que la première race des Pontevès était éteinte et qu'une seconde maison avait été formée par les descendants d'Isnard d'Agoult. Ce qui a contribué à accréditer cette opinion, c'est que les Pontevès portent aux 2e et 3e quartiers de leur écu les armes d'Agoult, en souvenir du mariage de Fouquet III de Pontevès, seigneur de Bargème, avec Tiburge d'Agoult, au commencement du XIIe siècle. En résumé, la maison de Pontevès aujourd'hui existante, ne remonte sa filiation suivie qu'à Fouquet de Pontevès, seigneur de Bargème qui testa le 12 juin 1334. Ce Fouquet, surnommé le Grand, était chambellan du roi Robert, comte de Provence ; il avait une situation telle qu'il est évident qu'il appartenait à une grande et ancienne race. Quelle était cette race ? Le désir de rattacher les Pontevès aux d'Agoult est peut-être la cause de l'obscurité qui subsiste sur ce point. La descendance des d'Agoult doit être rejetée comme insuffisamment établie ; celle des anciens Pontevès n'est que vraisemblable, mais non prouvée ».

La Maison de Pontevès donna de nombreuses branches dont les membres se sont illustrés dans l'armée et dans l'Église, entre autres : un grand nombre de capitaines de cinquante et de cent hommes d'armes, cinq grands sénéchaux de Provence, deux gouverneurs de Provence par intérim, deux généralissimes des armées catholiques en Provence, un chevalier des Ordres du Roi (dont la réception fut empêchée par la mort), cinq lieutenants généraux, des brigadiers et maréchaux de camp des armées du roi, un contre-amiral et nombre d'officiers de marine, des chevaliers de l'ordre du Roi, des chevaliers de l'ordre de Saint-Louis, sept évêques, un abbé du Mont-Cassin et de Montmajour, une abbesse de Maubuisson, etc.
Les auteurs de l'ouvrage : Le voyageur françois, ou Le connoissance de l'Ancien et du Nouveau monde (1789), écrivent : 

« S'il faut en croire nos anciens auteurs, la maison de Pontevez est encore une branche de celle d'Agoult, séparée un peu plus tard que celle de Simiane , mais du moins au XIIIe siècle. La branche principale et la plus riche s'est éteinte à la fin du XVe siècle et les terres ont passé dans la maison de Simiane-Gordes ».

La famille de Pontevès donna de nombreuses branches, dont seules subsistent les deux branches : 
- de Pontevès d'Amirat ;
- et de Sabran-Pontevès, ducs de Sabran le 18 juillet 1828 sur réversion du titre ducal de la Maison de Sabran[4],[8],[10] (cf. l'article Louis de Sabran).

Cette famille est membre de l'Association d'entraide de la noblesse française depuis 1939.

## Branches
Depuis la ligne aînée, dite des vicomtes de Bargème :
- des seigneurs de/du Castellar ;
- des seigneurs du Muy ;
- des seigneurs d'Ubraye.

Depuis la ligne cadette des seigneurs de Pontevès :
- des seigneurs de Maubousquet (marquisat en 1696 ; localisation : cf. l'article Lazarin de Pontevès) ;
- des seigneurs de Giens (marquisat en octobre 1691) ;
- des seigneurs d'Amirat et de La Forest ;
- des seigneurs de Pontevès-Carcès ;
- des seigneurs de Flassans ;
- des seigneurs de Châteaurenard ;
- des seigneurs de Buoux (marquisat en 1650) ;
- des seigneurs de Sillans ;
- Pontevès-Gévaudan (famille Ruffo ou Ruffi-alias des Roux ou d'Eyroux de Rustrel, dite de Pontevès par le mariage en 1641 d'Hector avec Elisabeth de Pontevès-Sillans) ;
- Pontevès-Bargème ;
- Sabran-Pontevès.

## Personnalités
- Foulques de Pontevès, (1215-1260), relève le nom et les armes des Pontevès ;
- Bertrand de Pontevès, fils du seigneur de Barjols, XIe siècle, évêque de Riez ;
- Elzéar de Pontevès, évêque d'Apt de 1358 à 1361 ;
- Ange de Pontevès, seigneur de Buoux, XVIe siècle ;
- Jean V de Pontevès (1510-1582), capitaine français des guerres de religion, ayant opéré essentiellement en Provence ;
- Durand II de Pontevès (1515-après 1590) dit le chevalier de la Foi, frère de Jean V, capitaine catholique des guerres de religion, premier consul d'Aix en 1561 et 1562, chevalier de l'ordre du roi en 1568 et procureur du pays en 1590 ;
- Gaspard de Pontevès (1557-1610). Fils de Jean V, chef des ligueurs en Provence, grand sénéchal de Provence de 1582 à 1610 et gouverneur de Provence de 1592 à 1594 ;
- Lazarin de Pontevès (1631-1700), seigneur de Maubousquet ;
- Jean-Louis de Pontevès (1692-1789)[10], lieutenant général des armées navales ad honores ;
- Henri de Pontevès-Gien (1738-1790), officier de marine ;
- Honoré de Pontevès-Bargème[10], dit « Clairville », acteur français né à Lorgues le 24 juillet 1748 ;
- Louis Jean Baptiste Edmond de Pontevès (1805-1855), général mort pour la France ;
- Gersende de Sabran-Pontevès (1912-2013), fille d'Amic de Sabran-Pontevès, 6e duc de Sabran, et épouse d'Amaury de Chansiergues d'Ornano puis de Christian de Quatrebarbes ; maire de Tramayes (1971-1989) et conseiller général de Saône-et-Loire (1982-1988). Elle fut présidente d'honneur de l'association Vendée Militaire[11], succédant  à cette fonction au prince Gonzalve de Bourbon, duc d'Aquitaine ;
- Jean Henri de Sabran-Pontevès (1939-2017), comte de Sabran-Pontevès, fils de Foulques de Sabran-Pontevès ;
- Gersende de Sabran-Pontevès (1942), sœur du précédent, fille du 7e duc de Sabran, et épouse de Jacques d'Orléans, duc d'Orléans.

## Alliances
Les principales alliances de la famille de Pontevès puis de Sabran-Pontevès sont : de Chansiergues d'Ornano,  de Quatrebarbes, de Villeneuve-Esclapon (1939), d'Orléans, de Villoutreys de Brignac.

## Armes et devises
- Branche de Pontevès d'Amirat : « de gueules au pont à deux arches d'or maçonné de sable qui est Pontevès »[8],[4],[12],[10] ;
- Branche de Sabran-Pontevès : « Ecartelé : au 1 et 4 de gueules au lion d'argent qui est Sabran ; au 2 et 3 contre-écartelé de gueules au pont à deux arches d'or maçonné de sable qui est Pontevès et d'or au loup ravissant d'azur qui est d'Agoult »[4],[8],[13],[10] ;
- Devises : Separata jungit (Il relie ce qui est séparé) ; Fluanctibus obstat (Il ferme la barrière contre les flots agités) ; et dicton du Roi René : « Prudence de Pontevès »[1].

## Titres
La famille de Pontevès porta les titres suivants :
- Vicomte de Bargème (titre féodal pris vers la fin du XIVe siècle) ;
- Vicomte de Pontevès (titre pris au commencement du XVIIe siècle) ;
- Baron de Montfroc, de Saint-Martin-de-Castillon (possession d'anciennes baronnies) ;
- Marquis de Pontevès-Giens (érigé en 1691) ;
- Marquis de Buoux (érigé en 1650) ;
- Comte de Carcès (pour les Amalric dits de Pontevès (érigé en 1551) ;
- Duc de Sabran (par adoption et substitution, ordonnance royale de 1828 ; cf. Louis Elzéar, duc de Sabran).